# 이사의 자기거래
이사의 자기거래 (理事의 自己去來, self-dealing by directors) 혹은 통정매매는 이사가 회사의 이해가 상충되어 회사의 이익을 해할 염려가 있는 재산적 거래를 말한다. 대한민국에서는 원칙적으로 모두 제398조의 적용을 받으며, 여기에는 이사와 회사간의 직접거래뿐만 아니라 간접거래를 포함한다. 간접거래란 이사 외의 제3자의 회사 사이의 거래이지만 실질적으로는 회사와 이사의 이익이 상충되는 경우를 말하는데 회사가 이사 개인의 채무를 보증하는 행위가 대표적이다.
이사는 회사의 실정을 잘 알고 업무집행의 결정에 참여하게 되므로 그 지위를 악용하여 사익을 도모할 염려가 있다. 상법은 이사의 행위를 제한함으로써 회사의 이익을 도모하는 특별규정을 두고 있는 것이다. 이사가 자기거래를 하기 위해서는 이사회의 승인이 있어야 한다. 이사회의 승인이 있으면 자기계약 또는 쌍방대리의 금지에 관한 민법 제124조의 규정은 적용되지 않는다.
어떠한 거래가 이사의 자기거래에 해당하는지 여부를 판단하는 것은 거래의 명의 즉, 법률효과의 귀속을 기준으로 하는 것이 아니라 계산 즉, 그 거래의 경제상의 이익의 귀속주체가 누구인지를 기준으로 한다(동조 본문). 예컨대 이사가 제3자에게 위탁하거나 그의 명의를 내세워 회사와 거래하는 것도 자기거래에 해당하는 것이다.
이 규정은 이사의 선관주의의무 및 충실의무의 구체적인 표현이다.

### 자기거래의 주체
거래 당시에 이사의 지위에 있던 자는 사내이사와 사외이사, 상근이사와 비상근이사를 불문하며, 퇴임이사와 임시이사도 대상이 된다

### 제한되는 거래
상법 제398조에 의해 제한되는 거래는 원칙적으로 이사와 회사의 이해가 상충되는 회사의 이익을 해할 염려가 있는 모든 재산적 거래이다. 거래가 이사 본인의 계산으로 한 것이든, 제3자의 계산으로 한 것이든 상관없다. 그리고 제한되는 거래에는 이사와 회사간의 직접거래(이사 자신이 거래의 당사자로서 또는 타인의 대리인, 대표자로서 회사의 거래는 것)뿐만 아니라 간접거래(회사와 제3자 사이의 거래 가운데 실질적으로 회사와 이사의 이익이 상충되는 경우)도 포함된다.

### 제한되지 않는 거래
행위의 성질상 회사에 불이익이 생길 염려가 없는 거래는 제한되지 않는다. 예컨대, 기존채무의 조건을 회사에 유리하게 변경하는 행위, 무이자, 무담보로 회사에 대부하는 행위, 채무의 이행행위, 쌍방의 채무가 변제기에 있는 경우 채권, 채무를 상계하는 행위, 회사가 부담없이 무상증여를 받는 계약 등은 제한되지 않는다. 또한 이사는 단순히 정보만 제공하고 제3자가 자기의 명의와 계산으로 회사와 거래하는 경우에는 이사의 손해배상책임이 성립하는 것은 이사의 자기거래에 해당한다고 보기 어렵다.

## 이사회의 승인
이사회의 승인을 받아야 하는 이사에는 대표권의 유무와 관계 없이 모든 이사가 이에 해당한다. 사임 또는 임기만료로 퇴임한 이사도 새로 선임된 이사가 취임할 때까지 이사의 권한을 갖는 경우도 이에 해당한다. 정관으로 승인기관을 주주총회로 할 수 있는지 여부에 대해 대법원은 "주주 전원의 동의가 있거나 그 승인이 정관에 주주총회의 권한사항으로 정해져 있다는 등의 특별한 사정이 없는 한 이사회의 전결사항이므로 이러한 특별한 사정 없이 주주총회에서 승인결의를 한 것만으로는 그 거래가 유효하게 될 수 없다"고 하였다

## 승인없는 자기거래의 효력
유효설, 무효설, 상대적 무효설이 있다.
- 유효설: 자기거래제한에 관한 규정은 이사의 의무를 정한 명령규정에 불과하고, 이사회의 승인요건은 하나의 업무집행의 결정방법을 정한 것일 뿐이기 때문에, 거래안전의 보호를 위해서 이를 유효로 보아야 한다.
- 무효설: 이사회의 승인 없이 한 자기거래는 이사의 충실의무에 반하고, 회사의 이익
- 상대적 무효설

## 승인효과
이사회의 승인이 있으면 회사와 이사 간의 거래행위가 유효하게 되는 것일 뿐이지 이사의 책임까지 면제되는 것은 아니다

## 같이 보기
- 대한민국 상법 제398조
- 선관주의의무